# Year of the Lover
Year of the Lover è un brano musicale del cantante R&B Lloyd, pubblicato come terzo singolo estratto dall'album Lessons in Love il 2 settembre 2008. Il brano, prodotto da Eric Hudson e scritto da Rico Love., figura la collaborazione del rapper Plies.

## Tracce
Digital single
1. Year of the Lover (feat. Plies) – 4:07

## Classifiche
| Classifica (2010)                                 | Posizione più alta |
| ------------------------------------------------- | ------------------ |
| U.S. Billboard Bubbling Under R&B/Hip-Hop Singles | 1                  |